# Wytheville
Wytheville – miasto w Stanach Zjednoczonych, w stanie Wirginia, siedziba administracyjna hrabstwa Wythe.